# 勒蒂约兰
勒蒂约兰（法語：Le Thieulin，法語發音：[lə tjœlɛ̃]）是法国厄尔-卢瓦省的一个市镇，属于诺让勒罗特鲁区。

## 地理
勒蒂约兰（48°24'28"N, 1°8'0"E）面积11.71 平方千米，位于法国中央-卢瓦尔河谷大区厄尔-卢瓦省，该省份为法国北部内陆省份，北起顺时针与厄尔省、伊夫林省、埃松省、卢瓦雷省、卢瓦-谢尔省、萨尔特省和奧恩省接壤。
与勒蒂约兰接壤的市镇（或旧市镇、城区）包括：弗兰塞、圣但尼德皮、尚普龙昂加蒂讷、许讷、莱科尔韦-莱西斯、弗里艾兹。

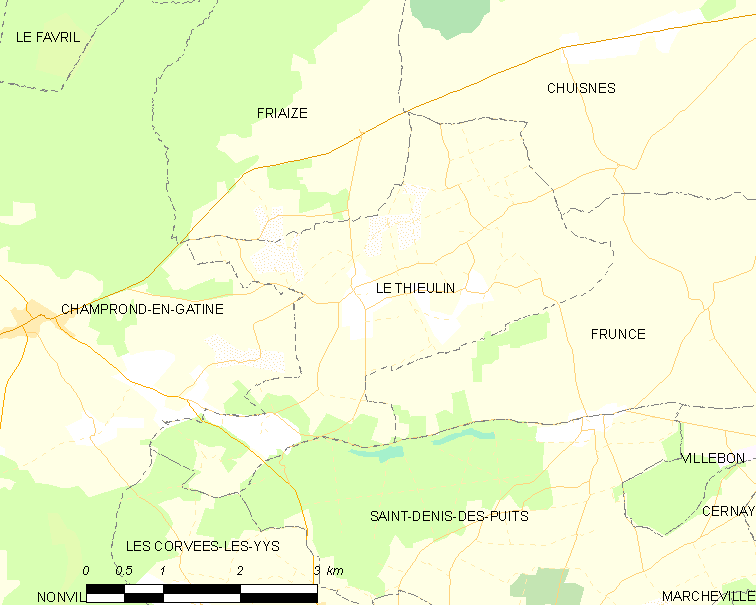
勒蒂约兰的OSM定位图

勒蒂约兰的时区为UTC+01:00、UTC+02:00（夏令时）。

## 行政
勒蒂约兰的邮政编码为28240，INSEE市镇编码为28385。

## 政治
勒蒂约兰所属的省级选区为伊利耶孔布赖县。

## 人口

1962-2008年间勒蒂约兰人口变化图示

勒蒂约兰于2022年1月1日时的人口数量为427人。